# Verbascum drymophiloides
Verbascum drymophiloides là một loài thực vật có hoa trong họ Huyền sâm. Loài này được Gritzenko miêu tả khoa học đầu tiên.